# 倭太陽魚亞目
倭太陽魚亞目為輻鰭魚綱鱸形目的其中一個亞目。

## 分類
倭太陽魚亞目其下僅有一科：
- 倭太陽魚科（Elassomatidae）